# Diretiva 2003/88/CE
A Diretiva 2003/88/CE é uma diretiva co-adoptada pelo Parlamento Europeu e pelo Conselho Europeu em 4 de novembro de 2003, com entrada em vigor a 2 de agosto de 2004. O documento tem como objetivo definir condições mínimas de segurança e saúde relativas à gestão dos tempos de trabalho. A diretiva visa tanto o setor público como o privado, em todas as áreas de atividade.
No documento da diretiva consta que para a sua aprovação foi tida em conta a proposta da Comissão Europeia, o parecer do Comité Económico e Social Europeu, tendo também sido consultado o Comité das Regiões.